# Régalade

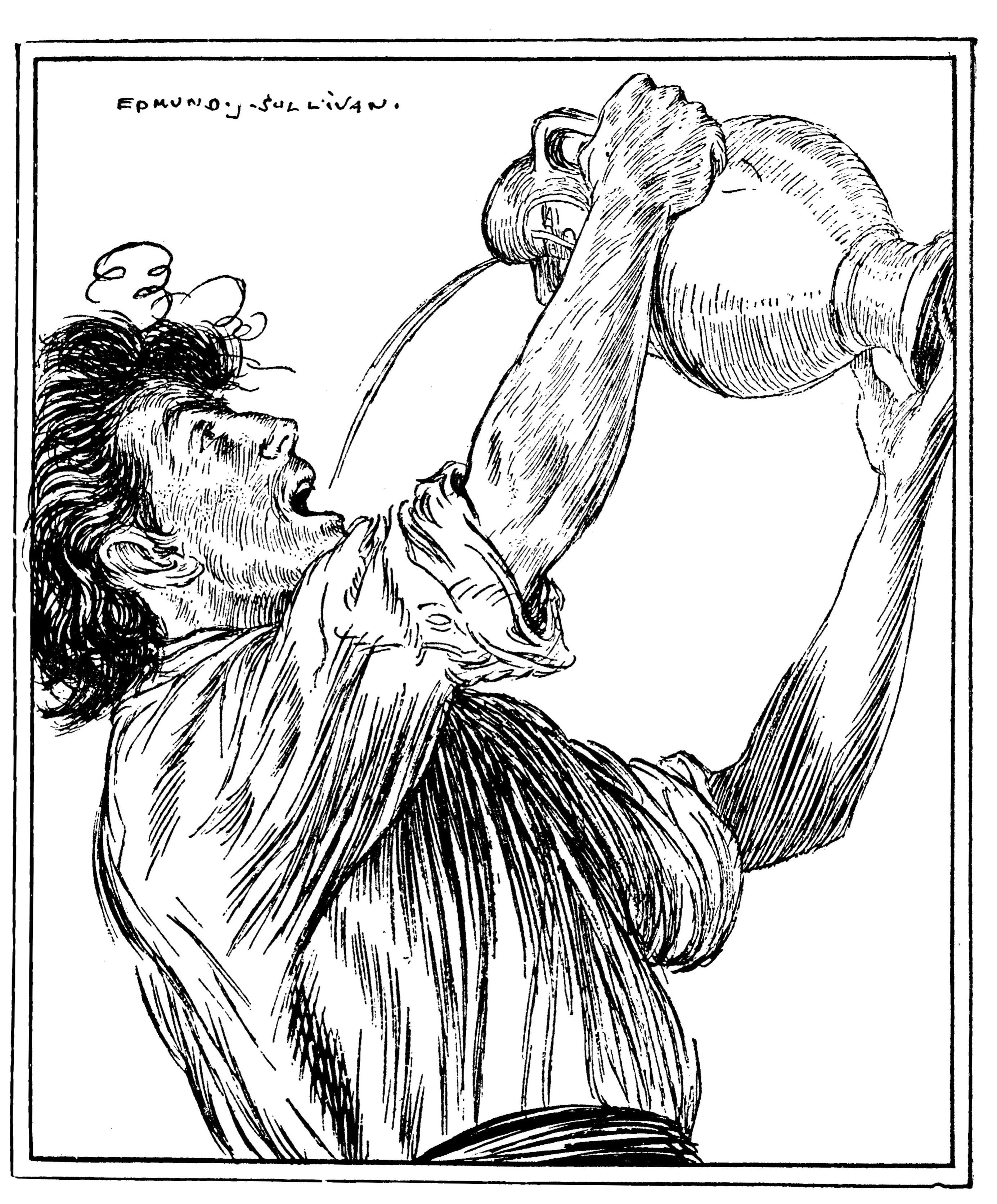
La régalade

Boire « à la régalade » consiste à boire sans porter le récipient à la bouche.
C'est la façon normale de boire avec la zahato, gourde délivrant un jet continu de boisson que l'on intercepte de la bouche.
Certaines petites cruches permettent également de boire à la régalade. 
Outre son aspect ludique, ce procédé permet de se rafraîchir en économisant la boisson et en favorisant l'oxygénation, ce qui est favorable au développement des arômes.[réf. nécessaire]
Boire « à la régalade », et non directement à la bouteille par exemple, évite de souiller le goulot. Aujourd'hui, l'expression s'est fait substituer par une autre : "boire en Wi-Fi", faisant référence au système de communication sans fil.[pas clair],